# San Pedro del Romeral
San Pedro del Romeral là một đô thị trong tỉnh và cộng đồng tự trị Cantabria, Tây Ban Nha. Đô thị này có diện tích là 57,44 ki-lô-mét vuông, dân số năm 2009 là 547 người với mật độ 9,52 người/km². Đô thị này có cự ly 65 km so với tỉnh lỵ Santander.